# قسم سمام الريفي
قسم سمام الريفي (بالفارسية: دهستان سمام) هي منطقة سكنية تقع في إيران في Rankuh District. يقدر عدد سكانها بـ 3,332 نسمة .